# Lee Congerton
Lee Congerton (* 28. Juli 1973) ist ein walisischer Fußballfunktionär.
Beim FC Wrexham war er bis 2004 Nachwuchskoordinator. Im Jahre 2005 wurde er Chefscout beim englischen Klub FC Chelsea. Dort lernte er Frank Arnesen kennen. Mit ihm zusammen ging er zur Saison 2011/12 zum deutschen Klub Hamburger SV und wurde Technischer Direktor.
Nach Stationen als Sportdirektor beim AFC Sunderland und als Head of Recruitment bei Celtic Glasgow ist Congerton seit Mai 2019 Head of Senior Recruitment bei Leicester City.